# Martin Himma
Martin Himma (* 30. August 1999 in Tamsalu) ist ein estnischer Skilangläufer.

## Werdegang
Himma nahm von 2016 bis 2019 vorwiegend an Juniorenrennen teil und belegte beim Europäischen Olympischen Winter-Jugendfestival 2017 in Erzurum den 27. Platz über 10 km Freistil, den 17. Rang über 7,5 km klassisch und den 19. Platz im Sprint. Seine besten Platzierungen bei den Junioren-Skiweltmeisterschaften 2018 in Goms waren der 39. Platz über 10 km klassisch sowie der 14. Rang mit der Staffel und bei den Junioren-Skiweltmeisterschaften 2019 in Lahti der 27. Platz im Sprint sowie der 15. Rang mit der Staffel. In der Saison 2018/19 wurde er estnischer Meister im Skiathlon über 15 km klassisch. Zu Beginn der Saison 2019/20 startete er beim Ruka Triple erstmals im Weltcup und belegte dabei den 68. Platz. Im weiteren Saisonverlauf wurde er estnischer Meister über 10 km Freistil und nahm an den Weltcups in Planica und Oberstdorf teil, wo er Platzierungen außerhalb der Punkteränge belegte. Bei den U23-Weltmeisterschaften 2020 in Oberwiesenthal lief er auf den 43. Platz über 15 km klassisch und auf den 14. Rang im Sprint. Im Dezember 2020 holte er in Dresden mit dem 27. Platz im Sprint und den 12. Rang zusammen mit Marko Kilp im Teamsprint seine ersten Weltcuppunkte. Seine besten Platzierungen bei den Nordischen Skiweltmeisterschaften 2021 in Oberstdorf waren der 42. Platz im Sprint sowie der 13. Rang mit der Staffel und bei den Olympischen Winterspielen 2022 in Peking der 48. Platz im Sprint sowie der 11. Rang im Teamsprint. Bei den U23-Weltmeisterschaften 2022 in Lygna belegte er den 35. Platz im Sprint, den 28. Rang über 15 km klassisch und den zehnten Platz mit der Mixed-Staffel.

## Teilnahmen an Weltmeisterschaften und Olympischen Winterspielen

### Olympische Spiele
- 2022 Peking: 11. Platz Teamsprint klassisch, 15. Platz Staffel, 48. Platz Sprint Freistil, 56. Platz 15 km klassisch

### Nordische Skiweltmeisterschaften
- 2019 Seefeld in Tirol: 79. Platz 15 km klassisch
- 2021 Oberstdorf: 13. Platz Staffel, 15. Platz Teamsprint Freistil, 42. Platz Sprint klassisch, 66. Platz 15 km Freistil
- 2023 Planica: 12. Platz Staffel, 12. Platz Teamsprint Freistil, 41. Platz Sprint klassisch, 47. Platz 15 km Freistil
- 2025 Trondheim: 15. Platz Staffel, 16. Platz Teamsprint klassisch, 39. Platz 10 km klassisch, 47. Platz 50 km Freistil Massenstart